# Ferrari F8 Tributo
La Ferrari F8 Tributo è un'autovettura sportiva a motore centrale prodotta dalla casa automobilistica italiana Ferrari dal 2019 al 2023.
È stata presentata al salone dell'automobile di Ginevra del 2019 e ha sostituito la 488 GTB.

## Storia
Nata come erede della Ferrari 488 GTB, di fatto questa F8 Tributo è una 488 Pista resa "di serie", ovvero ammorbidita nelle forme e nel comfort di bordo. La F8 Tributo è perciò l'ultima evoluzione diretta (tecnico-aerodinamica) della Ferrari 458.
Viene prima affiancata e poi sostituita nel 2021 da un progetto completamente nuovo: la Ferrari 296 GTB dotata di motore V6 accoppiato ad un propulsore ibrido. Con la F8 Tributo, quindi, nella gamma Ferrari finisce l'era di berlinette a due posti secchi dotate di motore V8 in posizione centrale, iniziata nel 1975 con la Ferrari 308. Va però considerato che rimane in gamma la hypercar ibrida SF90 che, pur avendo un sistema a più propulsori e pur non potendo essere considerata erede della F8 Tributo (avendo una posizione completamente diversa in gamma), ha un'evoluzione della stessa unità termica, lo stesso tipo di carrozzeria e un'architettura molto simile alla F8 Tributo che ha funto da base meccanica di partenza.

### Nome
Il nome F8 indica all'architettura motore V8, mentre Tributo fa riferimento al fatto che si tratta dell'ultima evoluzione del propulsore F154, che è stato premiato dal 2016 al 2018 per tre anni consecutivi come motore internazionale dell'anno, oltre ad essere stato riconosciuto come uno dei migliori motori degli ultimi vent'anni.

## Stile

### Esterno

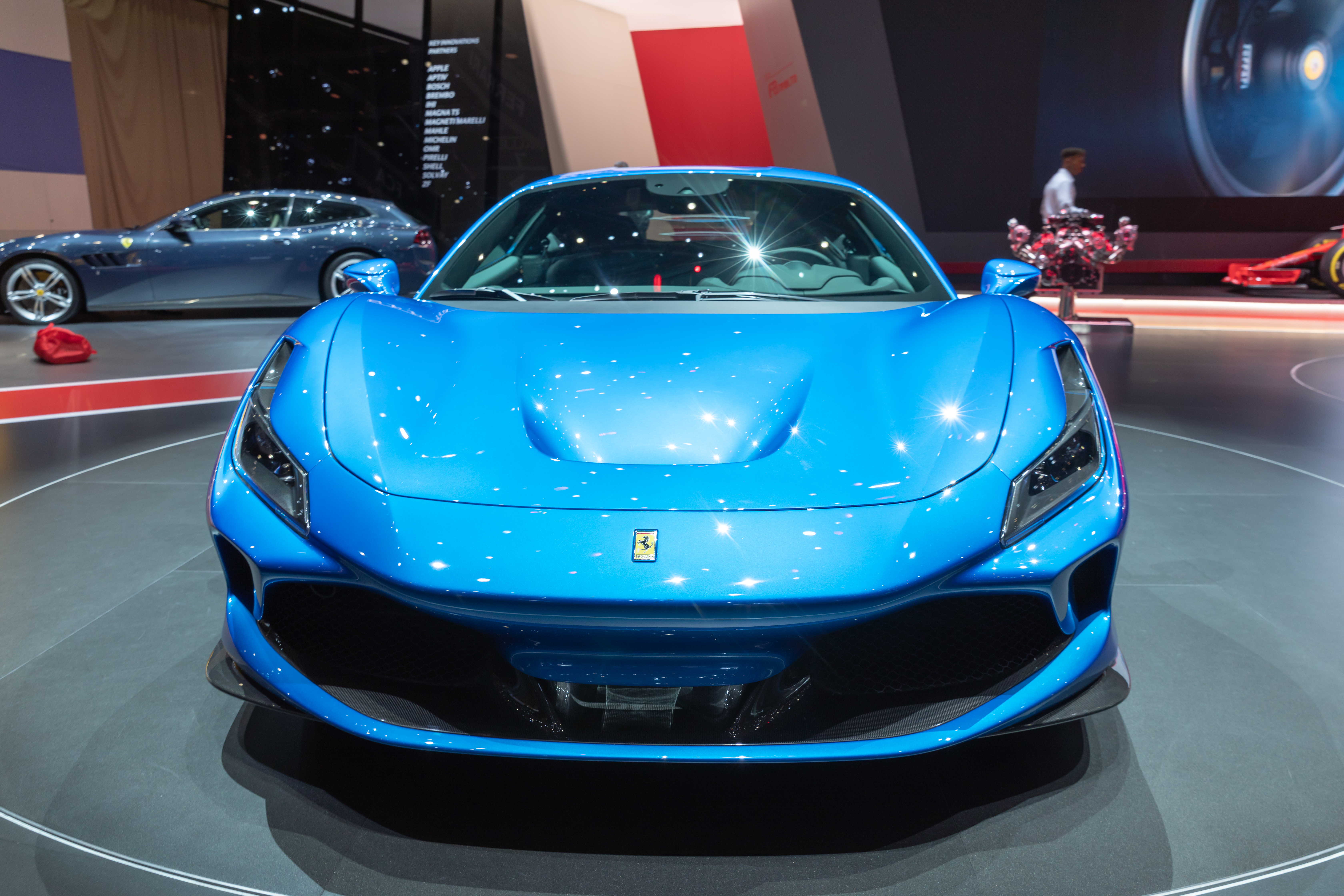
Dettaglio frontale

Disegnata dal Centro Stile Ferrari sotto la direzione di Flavio Manzoni, la F8 Tributo porta al debutto un nuovo linguaggio di design. L'anteriore è caratterizzato dall'integrazione del S-Duct: si tratta di una soluzione derivata dalla Formula 1, già adottata sulla 488 Pista, che prevede un'apertura a forma di S rovesciata sul fondo della vettura per diminuire la pressione dell'aria sotto il muso, migliorando il carico aerodinamico frontale e quindi la stabilità della vettura alle alte velocità. I fari anteriori a LED si estendono in orizzontale e sono stati ridisegnati per essere più compatti, caratteristica che ha consentito l'introduzione di ulteriori prese d'aria per il raffreddamento dei freni.
Il lunotto posteriore modellato in Lexan e dotato di piccole feritoie per l'estrazione dell'aria calda dal vano motore, rivisitando in chiave moderna quello della Ferrari F40. Lo spoiler fisso con sistema di soffiaggio brevettato per aumentare il carico senza incrementare la resistenza all'avanzamento, avvolge i gruppi ottici posteriori a doppio fanale, citazione stilistica della F430 e delle prime berlinette 8 cilindri, come la 308 GTB progenitrice della dinastia. Le prese d'aria motore sono state spostate dalla fiancata alla zona posteriore, soluzione per ridurre le perdite di carico di derivazione 488 Challenge. Più in basso ci sono i due scarichi e l’estrattore dell’aria in fibra di carbonio.
La vettura è dotata di nuovi cerchi forgiati disegnati a forma di stella volvente, asimmetrici nei due lati.

### Interno

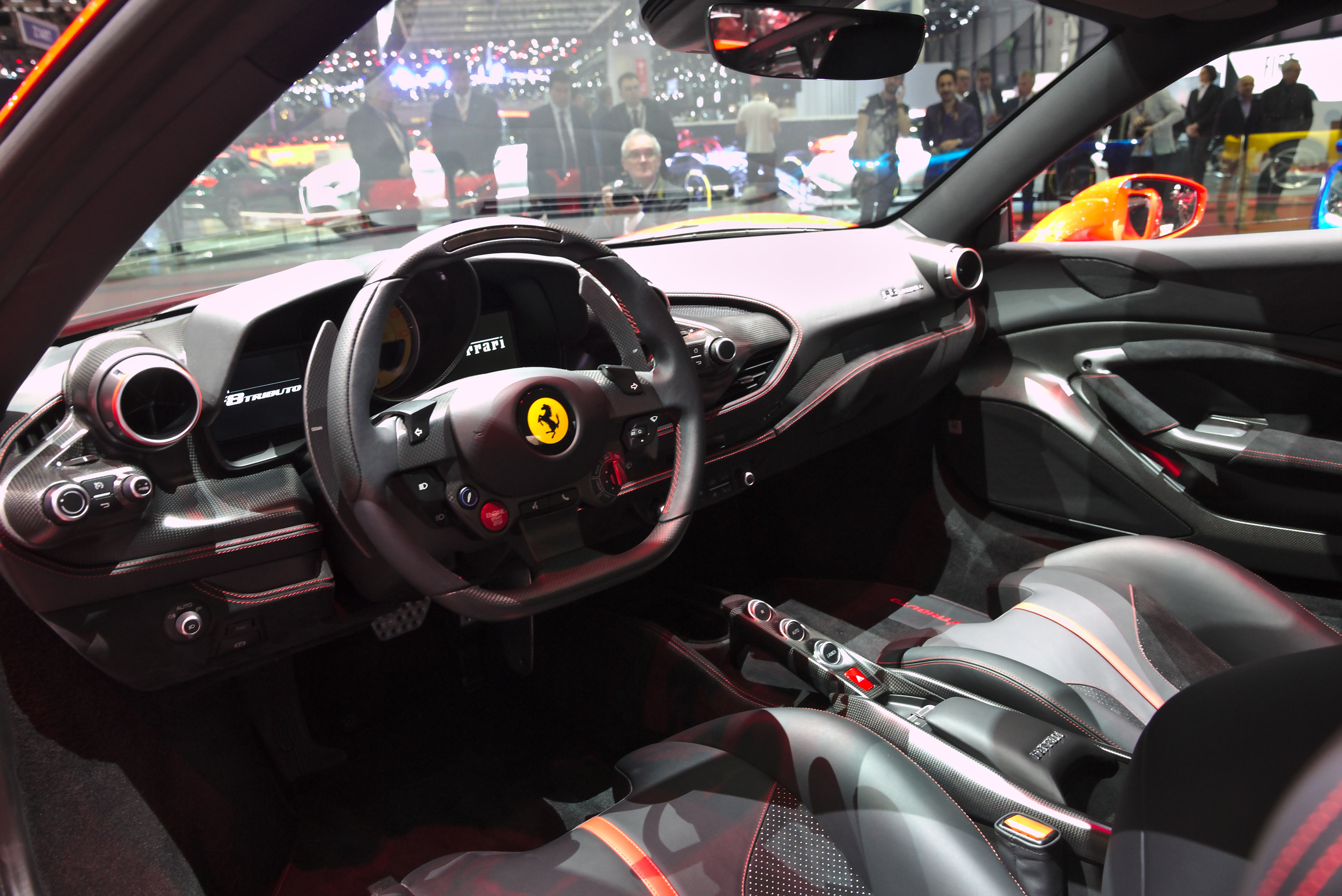
Interni della F8 Tributo

Gli interni mantengono il classico tema a cockpit caratteristico delle berlinette 8 cilindri a motore centrale, ma sono dotati della nuova generazione dell'interfaccia di comando HMI (acronimo di Human Machine Interface), con bocchette dell'aria dalla forma rotonda, volante e comandi di nuova generazione, e nuovo display passeggero touch screen da 7 pollici. I sedili sono stilisticamente aggiornati e ogni componente di plancia, pannelli porta e tunnel centrale è stato ridisegnato.

## Caratteristiche tecniche

### Motore e trasmissione
La Ferrari F8 Tributo è spinta dallo stesso motore della 488 Pista: un V8 di 90° bi-turbo IHI con una cilindrata di 3902 cm³, denominato Ferrari F154 CG, in grado di erogare una potenza massima di 720 CV a 8000 giri/min, una potenza specifica di 185 CV per litro e una coppia massima di 770 Nm a 3250 giri/min. Adotta bielle in titanio di derivazione F1, collettori di aspirazione specifici con fluidodinamica ottimizzata, scarichi e collettori in Inconel e sensori sviluppati per azzerare il turbo lag.
Il cambio è l'automatico Getrag doppia frizione a 7 rapporti derivato dalla 488, con rapporti di trasmissione aggiornati.

### Impianto frenante
Il disegno delle pinze freno permette una riduzione delle masse non sospese di oltre 3 kg e una migliore ventilazione, con una diminuzione della temperatura del fluido freni di oltre 30 °C. La pinza anteriore è a sei pistoncini, mentre quella posteriore è a quattro pistoncini e integra il freno di stazionamento elettrico. Completano l’impianto frenante i dischi Brembo CCM in materiale carbo-ceramico che consentono maggiori proprietà di durata e costanza di prestazioni oltre ad una riduzione del peso del 50% rispetto a normali dischi in ghisa.

### Aerodinamica e telaio
L’aumento del coefficiente aerodinamico generale sulla F8 Tributo rispetto alla 488 GTB è dato dalle modifiche effettuate per il 15% dal S-Duct, per il 25% dello spoiler posteriore, per il 15% dal fondo anteriore, per il 25% dai generatori di vortici e per il restante 20% dal diffusore posteriore.
Il peso a secco è stato ridotto di 40 kg rispetto alla Ferrari 488 GTB, ciò permette alla F8 di avere un peso in ordine di marcia pari a 1435 kg.

### Elettronica
L'auto è equipaggiata con la versione 6.1 del Side Slip Angle Control, sistema Ferrari per il controllo della trazione e dell'angolo di slittamento laterale. Su questa vettura il FDE+ (acronimo di Ferrari Dynamic Enhancer), un programma elettronico per la gestione delle derive, può essere utilizzato per la prima volta nella modalità di guida Race. L’Adaptive Performance Launch ottimizza la coppia trasmessa dalle frizioni, in funzione dell’aderenza del fondo stradale, riducendo al minimo lo slittamento delle ruote e quindi massimizzando l’accelerazione. Inoltre il sistema denominato “Wall Effect” sul limitatore porta il motore a raggiungere il regime massimo sulla soglia limite di 8000 giri, senza un controllo graduale del limitatore in modo da massimizzare la disponibilità della potenza.

### Prestazioni
La casa dichiara un'accelerazione da 0 a 100 km/h in 2,9 s, da 0 a 200 km/h in 7,8 s e una velocità massima di 340 km/h. La Ferrari F8 Tributo ha girato sul Circuito di Fiorano segnando un tempo ufficiale di 1’22”5, mezzo secondo più veloce rispetto alla 488 GTB.

## F8 Spider

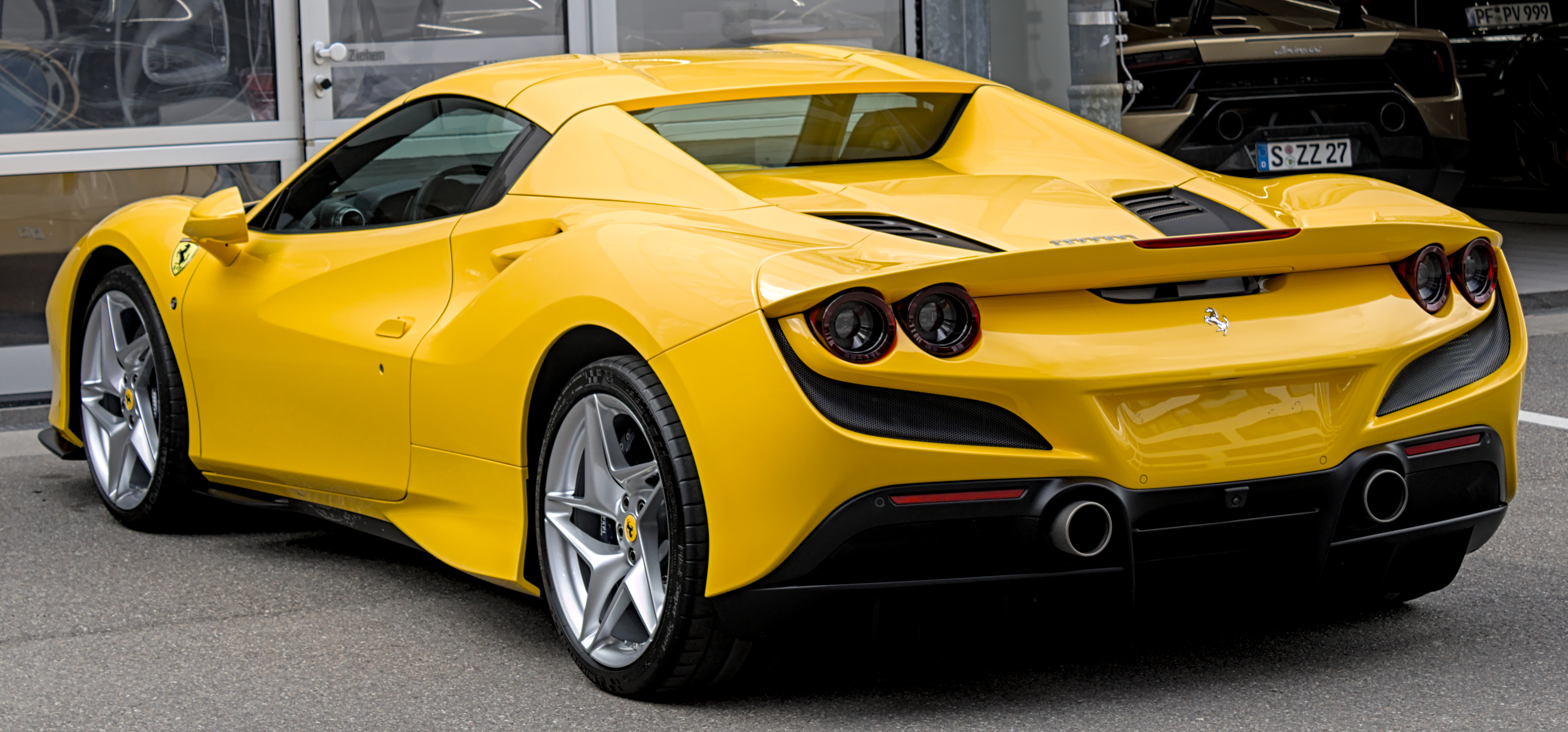
Retro F8 Spider

La F8 Spider è la variante scoperta della F8 Tributo, dotata di un tettuccio rigido pieghevole che impiega 14 secondi per aprirsi o ripiegarsi in un vano ricavato sopra al motore e può essere azionata fino a 45 km/h. A cambiare di più è la parte posteriore, dove dietro i sedili ci sono due rollbar tra i quali si cela un piccolo lunotto; il cofano motore è piatto e presenta alle sue estremità delle prese d'aria.
Presentata in un evento stampa svoltosi a Maranello il 9 settembre 2019, la vettura accelera da 0 a 100 km/h in 2,9 secondi e da 0 a 200 km/h in 8,2 secondi. La velocità massima di 340 km/h è invariata rispetto alla coupé. Il peso a secco dello Spider è di 1400 kg, con la capacità del bagagliaio posto nel cofano anteriore anch'essa invariata di 200 litri.

## Scheda tecnica
| Caratteristiche tecniche - Ferrari F8 Tributo                                                                            | Caratteristiche tecniche - Ferrari F8 Tributo | Caratteristiche tecniche - Ferrari F8 Tributo | Caratteristiche tecniche - Ferrari F8 Tributo | Caratteristiche tecniche - Ferrari F8 Tributo | Caratteristiche tecniche - Ferrari F8 Tributo |
| --- | --- | --- | --- | --- | --- |
| | | | | | |
| Configurazione | | | | | |
| Carrozzeria: Berlinetta                                                                                                  | Carrozzeria: Berlinetta | Posizione motore: centrale | Posizione motore: centrale | Trazione: posteriore | Trazione: posteriore |
| Dimensioni e pesi | | | | | |
| Ingombri (lungh.×largh.×alt. in mm): 4 611 × 1 979 × 1 206                                                               | Ingombri (lungh.×largh.×alt. in mm): 4 611 × 1 979 × 1 206 | Ingombri (lungh.×largh.×alt. in mm): 4 611 × 1 979 × 1 206 | Ingombri (lungh.×largh.×alt. in mm): 4 611 × 1 979 × 1 206 | Diametro minimo sterzata: | Diametro minimo sterzata: |
| Interasse: 2650 mm | Interasse: 2650 mm | Carreggiate: anteriore 1677 - posteriore 1646 mm | Carreggiate: anteriore 1677 - posteriore 1646 mm | Altezza minima da terra: | Altezza minima da terra: |
| Posti totali: 2 | Posti totali: 2 | Bagagliaio: 200 l | Bagagliaio: 200 l | Serbatoio: 78 l | Serbatoio: 78 l |
| Masse | a vuoto: 1 330 kg / in ordine di marcia: 1 435 kg | a vuoto: 1 330 kg / in ordine di marcia: 1 435 kg | a vuoto: 1 330 kg / in ordine di marcia: 1 435 kg | a vuoto: 1 330 kg / in ordine di marcia: 1 435 kg | a vuoto: 1 330 kg / in ordine di marcia: 1 435 kg |
| Meccanica | | | | | |
| Tipo motore: F154 V8 a 90° bi-turbo                                                                                      | Tipo motore: F154 V8 a 90° bi-turbo | Tipo motore: F154 V8 a 90° bi-turbo | Cilindrata: 3902 cm³ | Cilindrata: 3902 cm³ | Cilindrata: 3902 cm³ |
| Distribuzione: bialbero per bancata con 4 valvole per cilindro, totale 32 valvole                                        | Distribuzione: bialbero per bancata con 4 valvole per cilindro, totale 32 valvole                                                                               | Distribuzione: bialbero per bancata con 4 valvole per cilindro, totale 32 valvole                                                                               | Alimentazione: iniezione elettronica diretta | Alimentazione: iniezione elettronica diretta | Alimentazione: iniezione elettronica diretta |
| Prestazioni motore | Potenza: 720 CV a 8000 giri/minuto / Coppia: 770 N·m a 3250 giri/minuto                                                                                         | Potenza: 720 CV a 8000 giri/minuto / Coppia: 770 N·m a 3250 giri/minuto                                                                                         | Potenza: 720 CV a 8000 giri/minuto / Coppia: 770 N·m a 3250 giri/minuto                                                                                         | Potenza: 720 CV a 8000 giri/minuto / Coppia: 770 N·m a 3250 giri/minuto                                                                                         | Potenza: 720 CV a 8000 giri/minuto / Coppia: 770 N·m a 3250 giri/minuto                                                                                         |
| Accensione: elettronica                                                                                                  | Accensione: elettronica | Accensione: elettronica | Impianto elettrico: Marelli | Impianto elettrico: Marelli | Impianto elettrico: Marelli |
| Frizione: doppia a secco con comando elettroidraulico                                                                    | Frizione: doppia a secco con comando elettroidraulico | Frizione: doppia a secco con comando elettroidraulico | Cambio: robotizzato Getrag a 7 rapporti | Cambio: robotizzato Getrag a 7 rapporti | Cambio: robotizzato Getrag a 7 rapporti |
| Telaio | | | | | |
| Corpo vettura | monoscocca in alluminio | monoscocca in alluminio | monoscocca in alluminio | monoscocca in alluminio | monoscocca in alluminio |
| Sterzo | a cremagliera servoassistito elettronicamente | a cremagliera servoassistito elettronicamente | a cremagliera servoassistito elettronicamente | a cremagliera servoassistito elettronicamente | a cremagliera servoassistito elettronicamente |
| Sospensioni | anteriori: doppi triangoli oscillanti con ammortizzatori telescopici a controllo elettronico / posteriori: multilink con ammortizzatori a controllo elettronico | anteriori: doppi triangoli oscillanti con ammortizzatori telescopici a controllo elettronico / posteriori: multilink con ammortizzatori a controllo elettronico | anteriori: doppi triangoli oscillanti con ammortizzatori telescopici a controllo elettronico / posteriori: multilink con ammortizzatori a controllo elettronico | anteriori: doppi triangoli oscillanti con ammortizzatori telescopici a controllo elettronico / posteriori: multilink con ammortizzatori a controllo elettronico | anteriori: doppi triangoli oscillanti con ammortizzatori telescopici a controllo elettronico / posteriori: multilink con ammortizzatori a controllo elettronico |
| Freni | anteriori: 398 x 223 x 38 mm / posteriori: 360 x 233 x 32 mm | anteriori: 398 x 223 x 38 mm / posteriori: 360 x 233 x 32 mm | anteriori: 398 x 223 x 38 mm / posteriori: 360 x 233 x 32 mm | anteriori: 398 x 223 x 38 mm / posteriori: 360 x 233 x 32 mm | anteriori: 398 x 223 x 38 mm / posteriori: 360 x 233 x 32 mm |
| Pneumatici | anteriori 245/35 ZR 9.0 J, posteriori 305/30 ZR 20 11.0 J / Cerchi: 20 pollici                                                                                  | anteriori 245/35 ZR 9.0 J, posteriori 305/30 ZR 20 11.0 J / Cerchi: 20 pollici                                                                                  | anteriori 245/35 ZR 9.0 J, posteriori 305/30 ZR 20 11.0 J / Cerchi: 20 pollici                                                                                  | anteriori 245/35 ZR 9.0 J, posteriori 305/30 ZR 20 11.0 J / Cerchi: 20 pollici                                                                                  | anteriori 245/35 ZR 9.0 J, posteriori 305/30 ZR 20 11.0 J / Cerchi: 20 pollici                                                                                  |
| Prestazioni dichiarate                                                                                                   | | | | | |
| Velocità: 341 km/h | Velocità: 341 km/h | Velocità: 341 km/h | Accelerazione: 0-100 km/h in 2,9 s | Accelerazione: 0-100 km/h in 2,9 s | Accelerazione: 0-100 km/h in 2,9 s |
| Altro | | | | | |
| Note | [ 16 ] | [ 16 ] | [ 16 ] | [ 16 ] | [ 16 ] |
| Fonte dei dati: f8tributo.ferrari.com. URL consultato il 18 marzo 2019 (archiviato dall'url originale il 3 aprile 2019). | | | | | |